# Tiukan
Tiukan (en rus: Тюкан) és un poble de l'óblast de l'Amur, a Rússia, que el 2018 tenia 6 habitants, pertany al districte de Bureiski.